# Tymnes metasternalis
Tymnes metasternalis är en skalbaggsart som först beskrevs av George Robert Crotch 1873.  Tymnes metasternalis ingår i släktet Tymnes och familjen bladbaggar. Inga underarter finns listade i Catalogue of Life.